# Tổng hợp amino acid

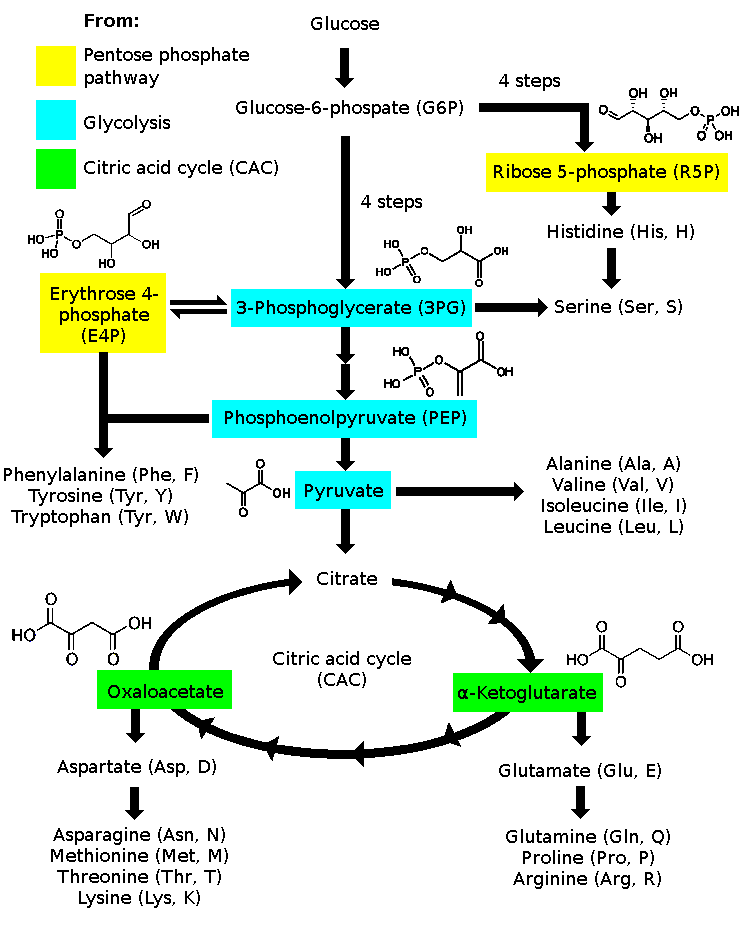
Tổng quan về quá trình sinh tổng hợp amino acid. Các phân tử được vẽ ở dạng trung lập và không hoàn toàn tương ứng với tên được thể hiện. Con người không thể tổng hợp tất cả các amino acid này.

Tổng hợp amino acid là tập hợp các quá trình sinh hóa (con đường chuyển hóa) do đó nhiều loại amino acid được tạo ra từ các tiền chất khác nhau. Cơ chất cho các quá trình này là các hợp chất khác nhau trong chế độ ăn uống hoặc dinh dưỡng của sinh vật. Không phải tất cả các sinh vật đều có thể tổng hợp tất cả các amino acid. Con người là một ví dụ khá tốt cho điều này, vì con người chỉ có thể tổng hợp 11 trong số 20 amino acid tiêu chuẩn (những amino acid này gọi là amino acid không thiết yếu), và trong giai đoạn sinh trưởng nhanh, histidine, có thể được coi là một amino acid thiết yếu.
Một vấn đề cơ bản đối với các hệ thống sinh học là thu được nitơ ở dạng dễ sử dụng. Vấn đề này được giải quyết bởi một số vi sinh vật có khả năng biến đổi phân tử NN trơ (khí nitơ) thành hai phân tử amonia, đây là một trong những phản ứng đáng chú ý nhất trong sinh hóa . Amonia là nguồn nitơ cho tất cả các amino acid. Các bộ khung carbon lại có được từ con đường đường phân, con đường phosphate pentose, hoặc chu trình axit citric.
Trong quá trình tạo ra amino acid, ta gặp phải một chủ đề quan trọng trong sinh tổng hợp, đó là vấn đề lập thể hóa học. Bởi vì tất cả các amino acid ngoại trừ glycine là có đồng phân quang học, nên quá trình sinh tổng hợp phải tạo ra đồng phân chính xác với độ tin cậy cao. Trong mỗi 19 con đường để tạo ra các amino acid có đồng phân quang học này, sự lập thể tại nguyên tử cacbon α được thiết lập bởi một phản ứng phản ứng liên quan đến pyridoxal phosphate. Một điều khác là hầu như tất cả các enzyme transaminase xúc tác các phản ứng này xuất phát từ một tổ tiên chung, minh họa một lần nữa rằng các con đường hiệu quả cao của sinh hóa đã được giữ lại trong suốt quá trình tiến hóa.
Các con đường sinh tổng hợp thường được điều chỉnh sao cho các amino acid chỉ được tổng hợp khi nguồn cung cấp thấp. Vì thế, ta thường thấy rằng nồng độ cao của sản phẩm cuối cùng trong một con đường sẽ ức chế hoạt động của các enzym hoạt động trước đó. Các enzyme dị lập thể có khả năng cảm ứng và đáp ứng với nồng độ của các chất điều hòa. Các enzyme này hay có các tính chất chức năng tương tự như đối với aspartate transcarbamoylase và các chất điều hòa của nó. Vòng phản hồi và cơ chế dị lập thể đảm bảo rằng tất cả hai mươi amino acid đều được duy trì ở mức đủ cho tổng hợp protein và các quá trình khác